# Koljonselkä
Koljonselkä är en sjö i Finland. Den ligger i kommunerna Orivesi och Jämsä i landskapen Birkaland och Mellersta Finland, i den södra delen av landet, 170 km norr om huvudstaden Helsingfors. Koljonselkä ligger 84,2 meter över havet. Den är 56,39 meter djup. Arean är 40,47 kvadratkilometer och strandlinjen är 203,96 kilometer lång. Sjön  ingår i Kumo älvs huvudavrinningsområde. 